# Amjad Khan
Amjad Khan (Bombay Brits-Indië , 12 november 1940 – Bombay, 27 juli 1992) was een Indiase acteur en regisseur.

## Biografie
Khan maakte zijn debuut in films als kind in Nazneen (1951). Hij werkte mee aan meer dan 200 films. Hij werd vooral populair door zijn rollen als schurk. Zijn meest beroemde boevenrol was zijn rol als Gabbar Singh in de klassieker Sholay (1975) en Dilawar in Muqaddar Ka Sikandar (1978).

## Vroege leven
Amjad Khan was een van de zonen van de legendarische acteur Jayant. Zijn broers Imtiaz Khan en Inayat waren eveneens acteur, maar speelden maar in weinig films.

## Loopbaan
Amjad Khan begon als theateracteur. Zijn eerste filmrol kwam in 1951, in Nazneen (1951). Toen hij zeventien kwam zijn volgende rol, in de film Ab Dilli Dur Nahin (1957). In enkele films speelde hij een klein rolletje naast zijn vader Jayant. In de jaren zestig assisteerde hij regisseur K. Asif in Love And God, een film waarin hij ook een rolletje had. Bij het overlijden van  Asif 1971 was de film nog niet, hij kwam uiteindelijk pas uit in 1986. In 1973 had Khan zijn eerste 'volwassen' rol, in  Hindustan Ki Kasam.

## Schurkenrollen
In 1975 speelde hij de rol van de plunderende boef Gabbar Singh in de hitfilm Sholay van Salim Khan. Dankzij deze rol werd Khan meteen een grote ster. De rol wordt door velen beschouwd als de eerste in de Indiase filmgeschiedenis die pure slechtheid verbeeldt.
De film had een cast van allerlei supersterren, waaronder Dharmendra, Amitabh Bachchan en Sanjeev Kumar, maar Amjad Khan was in de film met zijn onorthodoxe en akelige spel de grote ster. Zijn maniertjes en dialogen zijn onlosmakelijk deel geworden van de beeldtaal van Bollywood en hebben talloze parodieën voortgebracht. Ook nu nog herinneren mensen zich zijn dialogen en maniertjes. Khan verscheen later als Gabbar Singh in commercials voor Britannia Glucose Biscuits (nu algemeen bekend onder de naam Gabbar Ki Asli Pasand). Het was de eerste keer dat in een spotje een schurk werd gebruikt om een populair product aan te prijzen.
Na het succes van Sholay bleef Khan in veel Hindi-films negatieve rollen spelen, tot in de jaren negentig toe. Vaak stond hij als boef tegenover de door Amitabh Bachchan gespeelde held. Enkele films waarin hij indruk maakte: 'Des Pardes', 'Nastik', 'Satte Pe Satta', 'Dada', 'Chambal Ki Kasam', 'Ganga Ki Saugandh', 'Hum Kisise Kam Nahin', en 'Naseeb'.
Khan speelde ook met succes onconventionele rollen, zoals van koning Wajid Ali Shah in de goed ontvangen film Shatranj Ke Khiladi (1977), geregisseerd door Satyajit Ray. Naast negatieve rollen speelde Khan tevens positieve rollen, zoals in Yaarana (1981) en Laawaris (1981). In de meer artistieke film Utsav (1984) zette hij Vatsayana neer, de auteur van de Kama Sutra. In 1988 speelde hij een onderwereldbaas in de Engelse film The Perfect Murder.  Verder speelde hij komische rollen, bijvoorbeeld in Qurbani (1980), Love Story en Chameli Ki Shaadi (1986). In 1991 keerde hij terug als Gabbar Singh in Ramgarh Ke Sholay, een parodie op de legendarische film met look-alikesvan Dev Anand en Amitabh Bachchan.

## Persoonlijk leven
In 1972 trouwde Khan met Shehla Khan. De twee kregen drie kinderen: de latere acteur Shadaab Khan, Ahlam Khan (in 2011 getrouwd met de populaire theateracteur Zafar Karachiwala).

## Dood
In 1978 raakte Amjad Khan gewond na een auto-ongeluk. Hij herstelde aan de gevolgen, maar door medicijngebruik nam zijn gewicht in de jaren erna flink toe, met gezondheidsproblemen als gevolg. In 1992 overleed hij uiteindelijk aan de gevolgen van hartfalen. Na zijn dood zijn nog verschillende films uitgekomen waarin Khan optrad.

## Filmografie
| Jaar | Film                                   | Rol                                                           | Opmerkingen                                               |
| ---- | -------------------------------------- | ------------------------------------------------------------- | --------------------------------------------------------- |
| 1951 | Nazneen                                |                                                               |                                                           |
| 1957 | Ab Dilli Dur Nahin                     | Lachhu                                                        |                                                           |
| 1961 | Maya                                   |                                                               |                                                           |
| 1973 | Hindustan Ki Kasam                     |                                                               |                                                           |
| 1975 | Sholay                                 | Gabbar Singh                                                  | Genomineerd voor Filmfare Award for Best Supporting Actor |
| 1976 | Charas                                 |                                                               |                                                           |
| 1976 | Ginny Aur Johnny                       |                                                               |                                                           |
| 1977 | Aafat                                  | Shera                                                         |                                                           |
| 1977 | Aakhri Goli                            |                                                               |                                                           |
| 1977 | Chakkar Pe Chakkar                     | Avdhut                                                        |                                                           |
| 1977 | Hum Kisise Kum Naheen                  | Saudagar Singh                                                |                                                           |
| 1977 | Kasam Khoon Ki                         | Bhajirao                                                      |                                                           |
| 1977 | Palkon Ki Chhaon Mein                  | Nattu                                                         |                                                           |
| 1977 | Parvarish                              | Mangal Singh                                                  |                                                           |
| 1977 | Ram Bharose                            | Bhanupratap                                                   |                                                           |
| 1977 | Shatranj Ke Khiladi                    | Wajid Ali Shah                                                |                                                           |
| 1978 | Apna Khoon                             | Khan                                                          |                                                           |
| 1978 | Besharam                               | Digvijay Singh/Dharamdas                                      |                                                           |
| 1978 | Bandie                                 | Kanchan V. Singh                                              |                                                           |
| 1978 | Bhookh                                 | Thakur Harnam Singh                                           |                                                           |
| 1978 | Des Pardes                             | Bhoot Singh/Avtar Singh                                       |                                                           |
| 1978 | Ganga Ki Saugand                       | Thakur Jashwant Singh                                         |                                                           |
| 1978 | Heeralal Pannalal                      | Panther                                                       |                                                           |
| 1978 | Inkaar                                 | Raj Singh 'Kidnapper'                                         |                                                           |
| 1978 | Kasme Vaade                            | Juda, the Hunchback                                           | Gastoptreden                                              |
| 1978 | Khoon Ki Pukaar                        | Zalim Singh/Sardar                                            |                                                           |
| 1978 | Muqaddar                               |                                                               |                                                           |
| 1978 | Muqaddar Ka Sikandar                   | Dilawar                                                       |                                                           |
| 1978 | Phool Khile Hain Gulshan Gulshan       | Kalandhar                                                     |                                                           |
| 1978 | Ram Kasam                              |                                                               |                                                           |
| 1978 | Sawan Ke Geet                          |                                                               |                                                           |
| 1979 | Ahsaas                                 | Pradeep Rai Choudhry                                          |                                                           |
| 1979 | Atmaram                                |                                                               |                                                           |
| 1979 | Chambal Ki Raani                       |                                                               |                                                           |
| 1979 | Dada                                   | Fazlu                                                         |                                                           |
| 1979 | Do Shikaari                            | Zorro                                                         |                                                           |
| 1979 | Hamare Tumhare                         | Mr. Chaudhary, Sonia's vader                                  |                                                           |
| 1979 | Hum Tere Aashiq Hain                   | Thakur Shamsher Singh                                         |                                                           |
| 1979 | Lok Parlok                             | Ram Shastri/Boston Strangler/ Raman Raghav/Ram Ghulam         |                                                           |
| 1979 | Meera                                  | Badshah Akbar                                                 |                                                           |
| 1979 | Mr. Natwarlal                          | Vikram Singh                                                  |                                                           |
| 1979 | Raakhi Ki Saugandh                     | Jagganath 'Jagga'/Yahwar Pahwar Khan                          |                                                           |
| 1979 | Sarkari Mehmaan                        |                                                               |                                                           |
| 1979 | Suhaag                                 | Vikram Kapoor                                                 |                                                           |
| 1980 | Bombay 405 Miles                       | Veer Singh                                                    |                                                           |
| 1980 | Chambal Ki Kasam                       |                                                               |                                                           |
| 1980 | Jwalamukhi                             | Daku Sher Singh                                               |                                                           |
| 1980 | Khanjar                                | Prince/Swamiji                                                |                                                           |
| 1980 | Lahu Pukarega                          |                                                               |                                                           |
| 1980 | Lootmaar                               | Vikram                                                        |                                                           |
| 1980 | Pyaara Dushman                         |                                                               |                                                           |
| 1980 | Qurbani                                | Inspecteur Amjad Khan                                         |                                                           |
| 1980 | Ram Balram                             | Suleiman Seth                                                 |                                                           |
| 1980 | Yari Dushmani                          | Birju                                                         |                                                           |
| 1981 | Anusandhan                             |                                                               |                                                           |
| 1981 | Barsaat Ki Ek Raat                     | Kaliram H. Sahu                                               |                                                           |
| 1981 | Chehre Pe Chehra                       | Kanhus, Martha's broer                                        |                                                           |
| 1981 | Commander                              | Commandant Singh                                              |                                                           |
| 1981 | Dhuaan                                 | Sunil's baas                                                  |                                                           |
| 1981 | Gehra Zakhm                            |                                                               |                                                           |
| 1981 | Hum Se Badkar Kaun                     | Chandan/Bholaram                                              |                                                           |
| 1981 | Jail Yatra                             | Kuldeep                                                       |                                                           |
| 1981 | Kanhaiyaa                              | Madhav Singh                                                  |                                                           |
| 1981 | Paanch Qaidi                           |                                                               |                                                           |
| 1981 | Kaalia                                 | Shahani Seth/Jaswant                                          |                                                           |
| 1981 | Katilon Ke Kaatil                      | Black Cobra                                                   |                                                           |
| 1981 | Khoon Ka Rishta                        |                                                               |                                                           |
| 1981 | Ladies Tailor                          | Nawab Amjad Khan                                              |                                                           |
| 1981 | Laawaris                               | Ranvir Singh                                                  |                                                           |
| 1981 | Love Story                             | Havaldar Sher Singh                                           |                                                           |
| 1981 | Maan Gaye Ustaad                       | Munna/Shera                                                   |                                                           |
| 1981 | Naseeb                                 | Damu (Damodar)                                                |                                                           |
| 1981 | Plot No. 5                             |                                                               |                                                           |
| 1981 | Professor Pyarelal                     | Ronnie/Ranjit Singh/Gomes                                     |                                                           |
| 1981 | Rocky                                  | Robert D'Souza                                                |                                                           |
| 1981 | Shama                                  | Dargah devotee                                                |                                                           |
| 1981 | Waqt Ki Deewar                         | Thakur Ranvir Dayal Singh                                     |                                                           |
| 1981 | Yaarana                                | Bishan                                                        |                                                           |
| 1981 | Zamane Ko Dikhana Hai                  | Sharif Khan/Sharafat Ali/Karamat Ali/ Salamat Ali/Wajahat Ali |                                                           |
| 1982 | Satte Pe Satta                         | Ranjit Singh                                                  |                                                           |
| 1982 | Baghawat                               | Maharaj Durjan Singh/ Maharaj Vikram Singh                    |                                                           |
| 1982 | Daulat                                 | Joseph D'Souza/Tripathi                                       |                                                           |
| 1982 | Desh Premee                            | Thakur Pratap Singh                                           |                                                           |
| 1982 | Dharam Kanta                           | Chandan Singh/Jwala Singh                                     |                                                           |
| 1982 | Insaan                                 |                                                               |                                                           |
| 1982 | Samraat                                | Ranbir                                                        |                                                           |
| 1982 | Teesri Aankh                           | Jabbar Singh                                                  |                                                           |
| 1982 | Taqdeer Ka Badshah                     |                                                               |                                                           |
| 1982 | Teri Maang Sitaron Se Bhar Doon        | Mohammed 'Sultan Bhai'/ Sultan Singh Rathod                   |                                                           |
| 1983 | Achha Bura                             | Mohammad Sher Khan/ Kamalrup Chaurasiya 'Shera'               |                                                           |
| 1983 | Bade Dil Wala                          | Bhagwat Singh (B.K.)/ Dr. Joshi                               |                                                           |
| 1983 | Chor Police                            | Barkhi Khan                                                   |                                                           |
| 1983 | Himmatwala                             | Sher Singh Bandookwala                                        |                                                           |
| 1983 | Hum Se Hai Zamana                      | Iqbal/Thakur's zoon                                           |                                                           |
| 1983 | Humse Na Jeeta Koi                     | Bheema Singh                                                  |                                                           |
| 1983 | Jaani Dost                             | Hari/Nooruddin/Harry                                          |                                                           |
| 1983 | Mahaan                                 | Vikram Singh                                                  |                                                           |
| 1983 | Nastik                                 | Tiger                                                         |                                                           |
| 1984 | Bindiya Chamkegi                       | Inspector Vijay A. Kumar                                      |                                                           |
| 1984 | Dhokebaaz                              |                                                               |                                                           |
| 1984 | Kaamyaab                               |                                                               |                                                           |
| 1984 | Tere Mere Beech Mei                    |                                                               | Een film van Dada Kondke                                  |
| 1984 | Maati Maange Khoon                     | Thakur Balram Singh                                           |                                                           |
| 1984 | Mohan Joshi Hazir Ho!                  | Kundan Kapadia                                                |                                                           |
| 1984 | Pet Pyaar Aur Paap                     |                                                               |                                                           |
| 1984 | Utsav                                  | Vatsyayan                                                     |                                                           |
| 1985 | Ameer Aadmi Gharib Aadmi               | Akram                                                         |                                                           |
| 1985 | Ee Lokam Ivide Kure Manushyar          | Abbas                                                         | Malayalam film                                            |
| 1985 | Ek Daku Saher Mein                     | Surjan Singh                                                  |                                                           |
| 1985 | Ek Se Bhale Do                         | Balram/Bhima                                                  |                                                           |
| 1985 | Maa Kasam                              | Chakradhari                                                   |                                                           |
| 1985 | Mera Saathi                            | Ram Kumar's play character                                    |                                                           |
| 1985 | Mohabbat                               | Gamma Pehalwan                                                |                                                           |
| 1985 | Pataal Bhairavi                        | Vishvanath Chanchal                                           |                                                           |
| 1986 | Andheri Raat Mein Diya Tere Haath Mein | Sultan                                                        |                                                           |
| 1986 | Chameli Ki Shaadi                      | Advocaat Harish                                               |                                                           |
| 1986 | Jeeva                                  | Sardar                                                        |                                                           |
| 1986 | Love and God                           | bediende Kais' familie                                        |                                                           |
| 1986 | Mohabbat Ki Kasam                      | Baseera Singh                                                 |                                                           |
| 1986 | Nasihat                                |                                                               |                                                           |
| 1986 | Pahunchey Huwe Log                     |                                                               |                                                           |
| 1986 | Peechha Karro                          | Brigadier                                                     |                                                           |
| 1986 | Simhasanam                             |                                                               | Telugu film                                               |
| 1986 | Singhasan                              | Kupateshwar                                                   | Simhasanam in Telugu                                      |
| 1986 | Vikram                                 |                                                               | Tamil film                                                |
| 1986 | Zindagani                              | Bhola                                                         |                                                           |
| 1987 | Ahsaan                                 |                                                               |                                                           |
| 1987 | Insaniyat Ke Dushman                   | Pratap Singh                                                  |                                                           |
| 1987 | Jaago Hua Savera                       |                                                               |                                                           |
| 1987 | Maashuka                               |                                                               |                                                           |
| 1987 | Sitapur Ki Geeta                       | Thakur Pratap Singh                                           |                                                           |
| 1988 | Bees Saal Baad                         | Bhavani Baba                                                  |                                                           |
| 1988 | Do Waqt Ki Roti                        | Tantia Bheel/Purshottam                                       |                                                           |
| 1988 | Inteqam                                |                                                               |                                                           |
| 1988 | Kabrastan                              | Nepolean D'Costa                                              |                                                           |
| 1988 | Kanwarlal                              | John Jani Janardhan                                           |                                                           |
| 1988 | Maalamaal                              | Suleiman Dada                                                 |                                                           |
| 1988 | Paanch Fauladi                         | Dilawar Khan, Fauladi No. 5                                   |                                                           |
| 1988 | Qatil                                  | Badshah Akram Khan                                            |                                                           |
| 1988 | The Perfect Murder                     | Lala Heera Lal                                                |                                                           |
| 1989 | Dost                                   | Sher Singh                                                    |                                                           |
| 1989 | Khuli Khidki                           | Dr. A.K. Jayant                                               |                                                           |
| 1989 | Meri Zabaan                            | Inspecteur Malpani/ Arjun Vaswani                             |                                                           |
| 1989 | Naqab                                  | Nawab Dada Sarkar                                             |                                                           |
| 1989 | Santosh                                | Qaidi No. 333                                                 |                                                           |
| 1990 | Lekin...                               | Shafi Ahmed Sidiqqui                                          |                                                           |
| 1990 | Maha-Sangram                           | Bada Ghoda                                                    |                                                           |
| 1990 | Pati Patni Aur Tawaif                  | Sulaiman Dildar                                               |                                                           |
| 1991 | Love                                   | Guruji                                                        |                                                           |
| 1991 | Izzat                                  |                                                               |                                                           |
| 1991 | Ramgarh Ke Sholay                      | Gabbar Singh                                                  |                                                           |
| 1991 | Yaara Dildara                          |                                                               |                                                           |
| 1992 | Aasmaan Se Gira                        | Heerser                                                       |                                                           |
| 1992 | Dil Hi To Hai                          | Maharaj Vikram Singh                                          |                                                           |
| 1992 | Ele, My Friend                         | Omar                                                          |                                                           |
| 1992 | Saali Adhi Ghar Waali                  |                                                               |                                                           |
| 1992 | Waqt Ka Badshah                        |                                                               |                                                           |
| 1992 | Virodhi                                | Judge                                                         |                                                           |
| 1993 | Bechain                                |                                                               |                                                           |
| 1993 | In Custody                             | Babu's Musician                                               | Engelse Film                                              |
| 1993 | Rudaali                                | Thakur Ram Avtar, Lakhsman's vader                            |                                                           |
| 1993 | Bannada Gejje                          |                                                               | Kannada film met V Ravichandran                           |
| 1993 | Prema Yuddham                          |                                                               | Telugu film met Nagarjuna Akkineni                        |
| 1994 | Do Fantoosh                            | Bajrang                                                       |                                                           |
| 1995 | Anokhi Chaal                           |                                                               |                                                           |
| 1996 | Aatank                                 | Alphonso                                                      |                                                           |
| 1996 | Hukumnama                              |                                                               |                                                           |
| 1996 | Sautela Bhai                           | Thakur Narayandas                                             |                                                           |